# Solkanghwa
Solkanghwa (v korejském originále 설강화, Seolganghwa; anglicky Snowdrop) je jihokorejský televizní seriál z roku 2021, v němž hrají Čung Hä-in, Kim Či-su, Ju In-na, Čang Sung-čo, Jun Se-ah, Kim Hje-jun a Čung Ju-čin. Vysílal se na stanici JTBC od 18. prosince 2021 do 5. února 2022 každou sobotu a neděli ve 22:30 a celkem měl 16 epizod.

## Obsazení
- Čung Hä-in jako Im Su-ho / Ri Tä-san
- Kim Či-su jako Ǔn Jong-ro
- Ju In-na jako Kang Čchong-ja
- Čang Sung-čo jako Lee Kang-mu
- Jun Se-ah jako Pi Sung-hi
- Kim Hje-jun jako Kje Pun-ok
- Čung Ju-čin jako Čang Ha-na